# Ryūkyū-Inseln

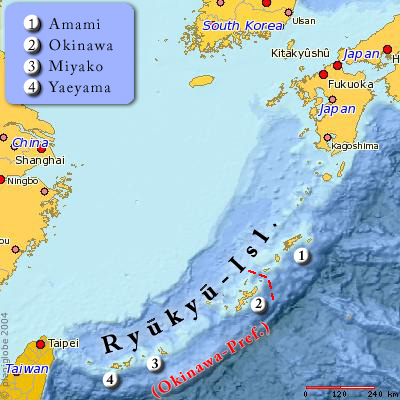
Die Lage der Ryūkyū-Inseln zwischen Japan, China und Taiwan

Die Ryūkyū-Inseln (veraltet Riukiu-Inseln oder Liukiu-Inseln; japanisch 琉球諸島, Ryūkyū-shotō, dt. „Ryūkyū-Inselgruppe“) sind eine zu Japan gehörende Inselgruppe im Ostchinesischen Meer (Pazifischer Ozean) südwestlich von Japan, die sich über 1200 km zwischen Kyūshū und Taiwan erstreckt. Die Ryūkyū-Inseln sind gleichzusetzen mit den Nansei-Inseln, die seit 1970 als politische Region existieren. Alle Inseln ohne die abgelegenen Daitō- und die Senkaku-Inseln werden als Ryūkyū-Inselkette (琉球列島, Ryūkyū-rettō) bezeichnet.

## Bevölkerung
Die Ryūkyū-Inseln haben etwa 1,5 Millionen Einwohner, wobei fast 90 Prozent allein auf Okinawa Hontō leben. Hier befindet sich auch Naha als Hauptstadt und wirtschaftliches Zentrum der Ryūkyū-Inseln mit drei Universitäten.
Die meisten Bewohner gehören den Ryūkyū-Völkern an. Daneben gibt es Japaner von den Hauptinseln, Chinesen und eine kleine indonesische Minderheit. Die autochthonen Ryūkyū-Sprachen, die mit dem Japanischen verwandt sind, werden im täglichen Umgang kaum noch verwendet und von immer weniger Menschen beherrscht. Seit 2006 werden auf den Inseln Sprach-Tage als eine Art Festival abgehalten, um den Gebrauch der autochthonen Sprachen zu fördern und vor allem Jüngeren die Geschichte und Kultur Ryūkyūs weiterzugeben.

## Geographie
Insgesamt bedecken die Inseln eine Fläche von 4700 km². Die größeren Inseln sind meist hügelig bis gebirgig und vulkanischen Ursprungs. Die kleineren sind dagegen in der Regel eher flach und aus Steinkorallen entstanden. Im Nordteil sind zahlreiche Vulkane noch aktiv; der letzte große Ausbruch fand im Jahr 1991 statt.
In der Region der Ryūkyū-Inseln findet man 14 Vulkanaktivitäten:
Akusekijima (japanisch: 悪石島 Akusekijima), Gajajima (jap.: 臥蛇島 Gajajima), Iwō-Torishima (jap.: 硫黄鳥島 Ioutorishima), Iriomotejima (jap.: 西表島 Iriomotejima), Kikai Caldera (jap.: 鬼界カルデラ Kikai Karudera), Kobi-shō (Kobishou), Kogajajima (Little Gaja Island) (jap.: 小臥蛇島 Kogajajima), Kuchinoerabujima (jap.: 口永良部島 Kuchinoerabujima), Kuchinoshima (jap.: 口之島 Kuchinoshima), Kuroshima (jap.: 黒島 Kuroshima), Nakanoshima (jap.: 中之島 Nakanoshima), Suwanosejima (jap.: 諏訪之瀬島 Suwanosejima), Tokara Hirase (jap.: 大隅平瀬灯台 Tokara Hirase) und Yokoatejima (jap.: 横当島 Yokoatejima)
Östlich der Ryūkyū-Inseln fällt der Boden des Pazifischen Ozeans in den bis 7507 m tiefen Ryūkyū-Graben ab.

### Verwaltungsgliederung
Hauptinselgruppen sind:
- Präfektur Kagoshima:

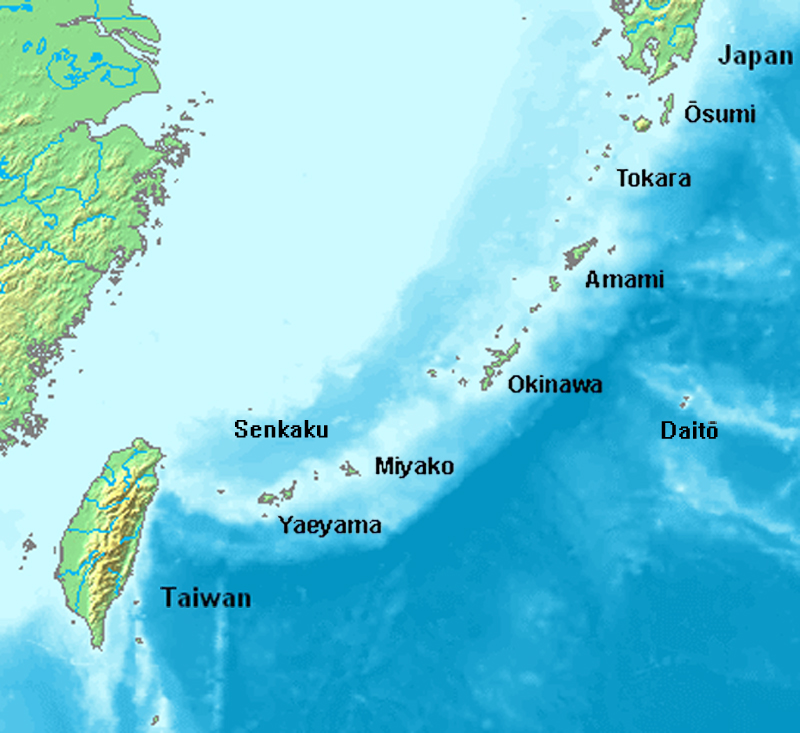
Die größten Inseln der Ryūkyū-Inselkette benamt

  - Amami-Inseln: Amami-Ōshima, Kikaigashima, Kakeroma-jima, Yoroshima, Ukeshima, Tokunoshima, Okinoerabu-jima, Yoronjima, …
- Präfektur Okinawa:
  - Okinawa-Inseln: Okinawa Hontō, Kume-jima, Iheya-jima, Izena-jima, Aguni-jima, Ie-jima, …
    - Kerama-Inseln: Tokashiki-jima, Zamami-jima, Akajima, Geruma-jima, Keise-shima, …

  - Sakishima-Inseln
    - Miyako-Inseln: Miyako-jima, Ikema-jima, Ogami-jima, Irabu-jima, Shimoji-jima, Kurima-jima, Minna-shima, Tarama-shima, …
    - Yaeyama-Inseln: Iriomote-jima, Ishigaki-jima, Taketomi-jima, Kohama-jima, Kuroshima, Aragusuku-jima, Hatoma-jima, Yubu-shima, Hateruma-jima, Yonaguni-jima, …
    - Senkaku-Inseln: Uotsuri-shima, Kuba-shima, Taishō-tō, …

  - Daitō-Inseln: Kita-daitō, Minami-daitō, Oki-daitō

Die nördliche Inselgruppe Amami gehört zur japanischen Präfektur Kagoshima und wird deshalb auch den Satsunan-Inseln zugerechnet, so z. B. vom Nationalen Landesvermessungsamt. Der andere Teil bildet zusammen die Präfektur Okinawa. Gleichermaßen werden von diesem auch die Daitō-Inseln nicht den Ryūkyū-Inseln zugerechnet.

### Klima
Auf den Ryūkyū-Inseln, die ungefähr zwischen dem 24. und dem 31. Grad nördlicher Breite liegen, herrscht subtropisches und humides Klima mit Jahresdurchschnittstemperaturen von ca. 21 °C. Die Winter sind mit Werten von 20 bis 22 °C sehr mild.

## Sprache
Als Ryūkyū-Sprachen werden die Sprachen und Dialekte der Einwohner der Ryūkyū-Inseln gezählt. Zusammen mit der japanischen Sprache und ihren Dialekten bilden die Ryūkyū-Sprachen die Familie der japonischen Sprachen. Einige Sprachwissenschaftler sehen die Ryūkyū-Sprachen nicht als Einzelsprachen an und klassifizieren sie stattdessen als „Okinawa-Dialekte“ des Japanischen.

## Wirtschaft
In der Landwirtschaft dominieren Süßkartoffeln, Zuckerrohr und tropische Früchte, v. a. Ananas, exportiert werden darüber hinaus auch Textilien und kunsthandwerkliche Gegenstände. Nach der Landwirtschaft zweitwichtigster Wirtschaftszweig ist die Fischerei.
In den letzten Jahrzehnten hat der Tourismus in der Präfektur Okinawa immer mehr an Bedeutung gewonnen.

## Geschichte
Die ältesten Besiedlungsspuren wurden auf 32.000 v. Chr. datiert. Bis ungefähr 1000 n. Chr., in manchen Teilen sogar bis ins 14. Jahrhundert hinein waren neolithische Kulturen vorherrschend.
Ungefähr 1200 n. Chr. wurden die Landesfürsten geeint und um 1400 entstand das Königreich Ryūkyū. Die zweite Shō-Dynastie dauerte formal bis 1879 an. Währenddessen war das Königreich Einflüssen aus China und Japan ausgesetzt und wurde 1609 von dem Daimyat Satsuma abhängig.
1879 wurde die Präfektur Okinawa eingerichtet und es wurde in den nachfolgenden Jahrzehnten versucht, die Bewohner der  Ryūkyū-Inseln durch eine Assimilationspolitik in den japanischen Staat zu integrieren.
Okinawa Hontō war Schauplatz der Schlacht von Okinawa, des einzigen großen Landkampfes auf japanischem Territorium im Zweiten Weltkrieg. Von 1945 bis 1972 stand die Inselgruppe unter US-Militärverwaltung, bis sie an Japan zurückgegeben wurde.
Auch heute noch ist die Beziehung der Einwohner der Ryūkyū-Inseln sowohl zur zeitweiligen Besatzungsmacht USA, die auf den Ryūkyū-Inseln militärische Stützpunkte unterhalten, als auch zu Japan problematisch. So gibt es eine Unabhängigkeitsbewegung, die als erklärtes Ziel die Erschaffung eines unabhängigen Ryūkyūs haben. Die Bewegung gibt an, einen entschlossenen, freien ostasiatischen Staat bilden zu wollen. Die Bewegung wird von China unterstützt.